# 補給幹線

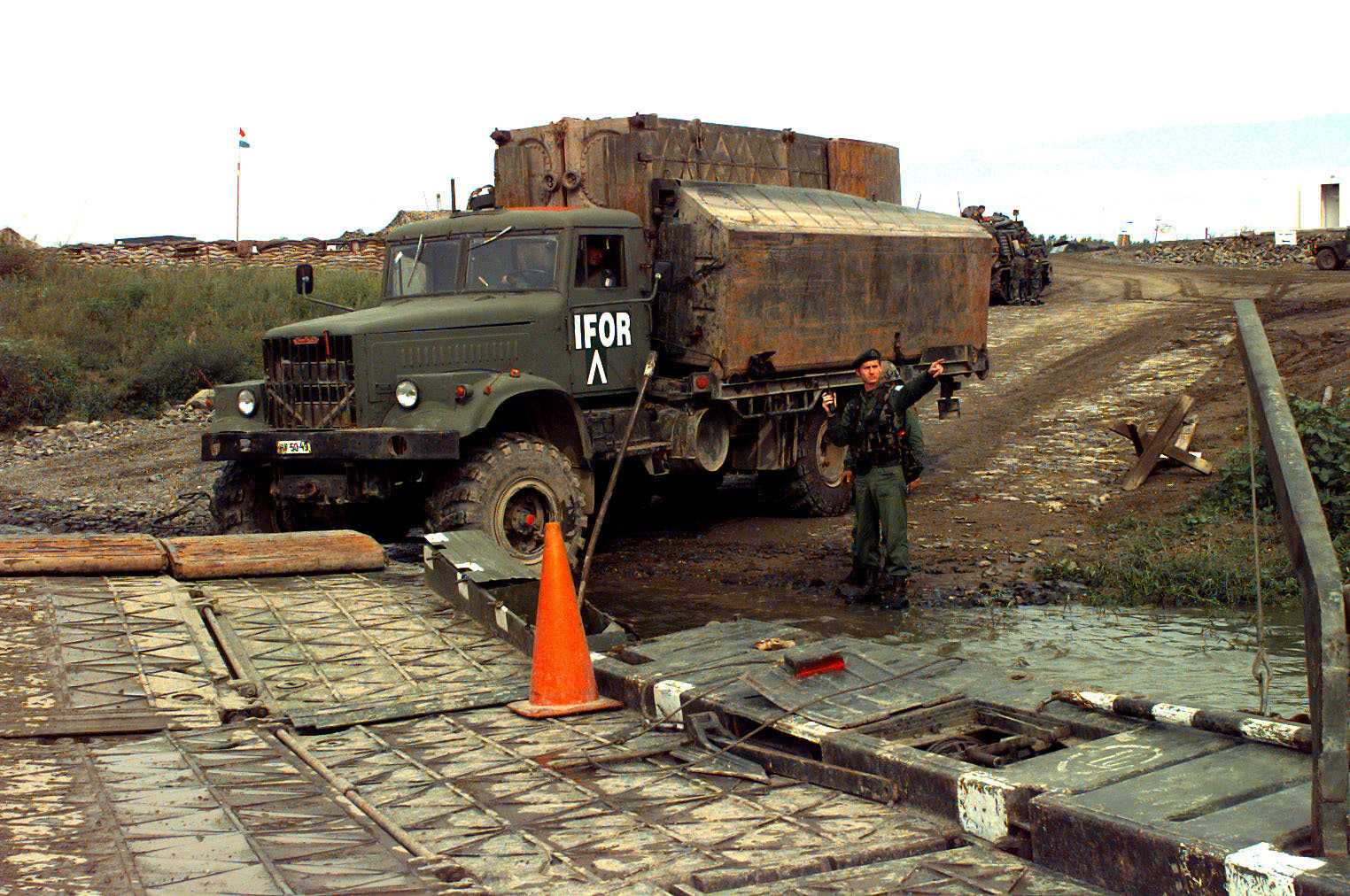
クロアチアのスラヴォンスキ・ブロッドでサヴァ川を渡るMSRを行く、ハンガリー軍のトラック。

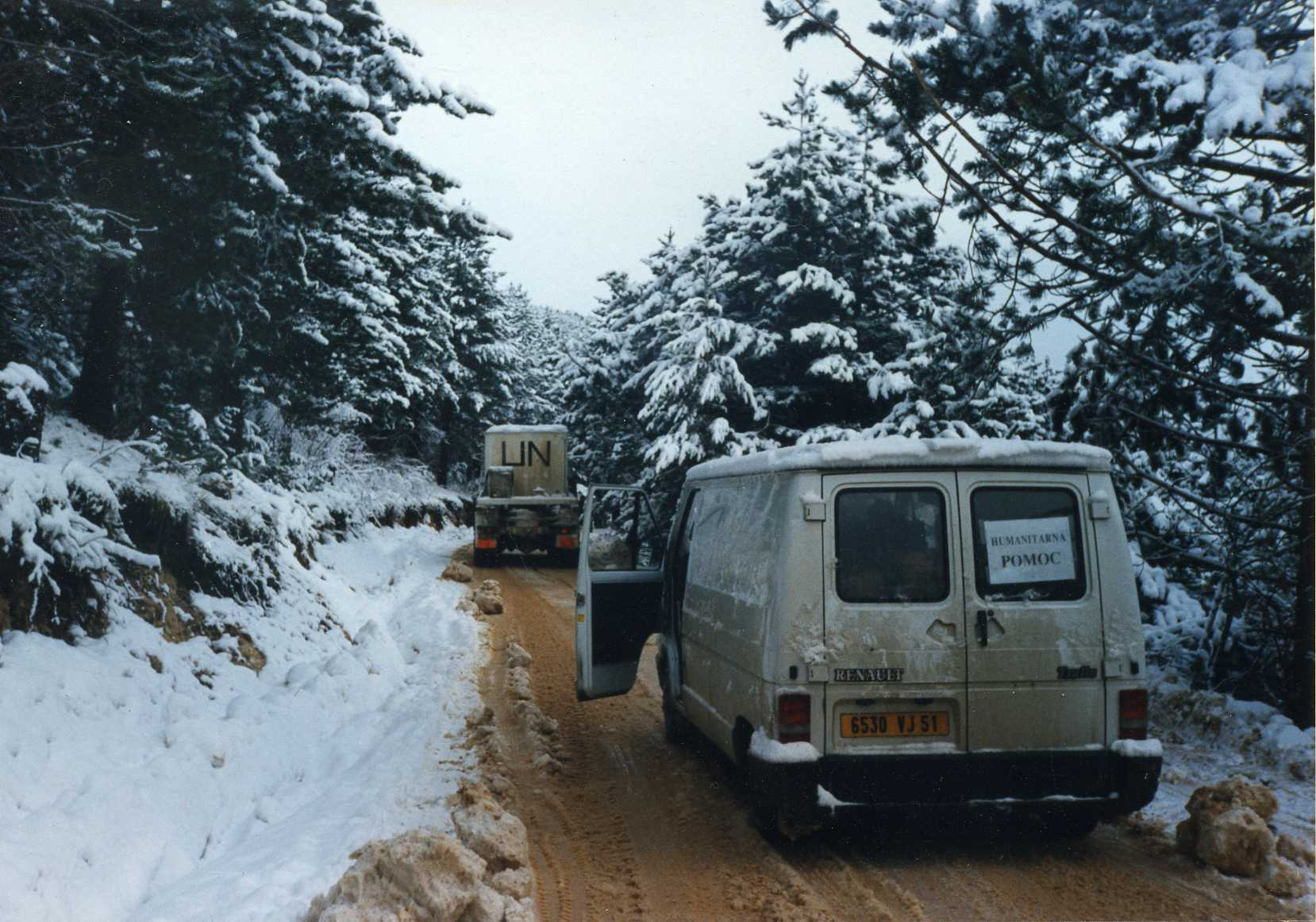
1993年の冬にUNHCRの援助をボスニア中央部に送る、悪名高いMSR「ルート・ダイアモンド」。

補給幹線（ほきゅうかんせん、英語: main supply route、MSR） は、軍事作戦および人道作戦を支援するために作戦地域内で定められる交通の大部分が流れる1つまたは複数のルートを指す。MSRは、内乱や非正規戦争計画でも使用される用語である。
律則された集中的で予測可能な軍事交通流量により、短いが危険なルートとして知られるバグダッド空港道路（「ルート・アイリッシュ」）の場合のように、MSRが反対勢力の標的となることもよくある。